# Salsa rosa (programa de televisió)
Salsa rosa era un talk show de televisió dedicat a la crònica social produït per Boomerang TV per a la cadena espanyola Telecinco, que ho va emetre entre el 21 de setembre de 2002 i el 29 de juliol de 2006.
El programa s'emetia setmanalment, els dissabtes en el prime time nocturn, i estava presentat per Santiago Acosta i dirigit per Sandra Fernández (la seva actual esposa).
Després de finalitzar el contracte de la productora amb Telecinco, la cadena va decidir no renovar el programa i cobrir el seu espai amb Sábado Dolce Vita.
Des de la seva estrena el programa es va situar com a líder d'audiència en la seva franja horària, desbancant a programes consolidats com Noche de fiesta de TVE 1. Va mantenir la seva posició de lideratge, de manera regular, al llarg de les seves quatre temporades en antena, superant sovint els 2.500.000 espectadors i el 25% de quota de pantalla.

## Format
Cada setmana el programa comptava amb la presència de convidats, generalment personatges relacionats amb el món de l'espectacle i la premsa rosa. Aquests se sotmetien a les preguntes de l'equip de tertulians del programa, format pels periodistes del cor Ángela Portero, Idoia Bilbao, Pepe Calabuig, Erica Alonso, Juan Luis Alonso i Mayka Vergara, aquesta última morta el 2003. Durant alguna temporada també van col·laborar Beatriz Cortázar, Sandra Aladro (va estar al principi), Lydia Lozano, Kiko Matamoros, Marisa Martín Blázquez, Mabel Redondo i María Recarte. En les seves primeres temporades el programa també va incorporar un grup de tertulians format per ciutadans anònims.
A partir del 12 de març de 2005 es va afegir l'espai de 30 minuts Salsa rosa express, que s'emetia de manera prèvia al programa i on l'equip de tertulians comentava l'actualitat setmanal de la crònica social, a partir de reportatges i exclusives obtingudes pels reporters del programa.

## Repartiment
- Ángela Portero (2002-2006)
- Pepe Calabuig (2002-2006)
- Idoia Bilbao (2002-2006)
- Juan Luis Alonso (2002-2006)
- Erica Alonso (2002-2006)
- Marisa Martín Blázquez (2003-2006)
- Kiko Matamoros (2004-2006)
- Lydia Lozano (2004-2005)
- Beatriz Cortázar (2002-2004)
- Mayka Vergara (2002-2003)

## Premis
| Any          | Categoria               | Resultat  |
| ------------ | ----------------------- | --------- |
| TP d'Or 2005 | Millor Programa del cor | Nominat   |
| TP d'Or 2004 | Millor Programa del cor | Nominat   |
| TP d'Or 2003 | Millor Programa del cor | Guanyador |